# Telanai
Telanai is een bestuurslaag in het regentschap Ogan Komering Ulu Selatan van de provincie Zuid-Sumatra, Indonesië. Telanai telt 671 inwoners (volkstelling 2010).